# Ralt RT33
Der Ralt RT33 war ein Formel-3-Rennwagen, der 1989 bei Ralt entwickelt wurde und in verschiedenen Formel-3-Meisterschaften zum Einsatz kam. 

## Entwicklungsgeschichte und Technik
Der RT33 war die konsequente Weiterentwicklung des RT32 aus dem Jahr 1988. Wie beim Vorgängermodell kamen beim RT33 sowohl Aluminium als auch Kohlenstofffaser als Werkstoff für das Monocoque zum Einsatz. Um die Aerodynamik zu verbessern, mietete Ron Tauranac in der Entwicklungsphase einen Windkanal. Das Ergebnis waren neue Seitenkästen und ein komplett neuer Hinterwagen mit einem Heckflügel, der seitlich links und rechts mit der Karosserie verbunden war. Ein neues Reglement und daraus resultierende Radialreifen, die Avon lieferte, machten eine Überarbeitung der Aufhängungen notwendig, um eine bessere Bodenhaftung zu erreichen. 
Die Motoren kamen von Volkswagen und Mugen. Insgesamt wurden 1989 und 1990 118 Fahrgestelle bei Ralt gebaut und ausgeliefert.

## Rennerfolge
1989 wurde der RT33 zum alles bestimmenden Rennfahrzeug der Formel-3-Rennserien. In der britischen Formel-3-Meisterschaft gewann David Brabham die Gesamtwertung vor den Markenkollegen Allan McNish und Derek Higgins. Steve Robertson wurde Gesamtfünfter und der Belgier Philippe Adams Sechster. In der deutschen Meisterschaft triumphierte Karl Wendlinger, dessen RT33 Helmut Marko meldete. In der japanischen Serie blieb Masahiko Kageyama mit fünf Rennsiegen erfolgreich.